# Gouvernorats de la Jordanie

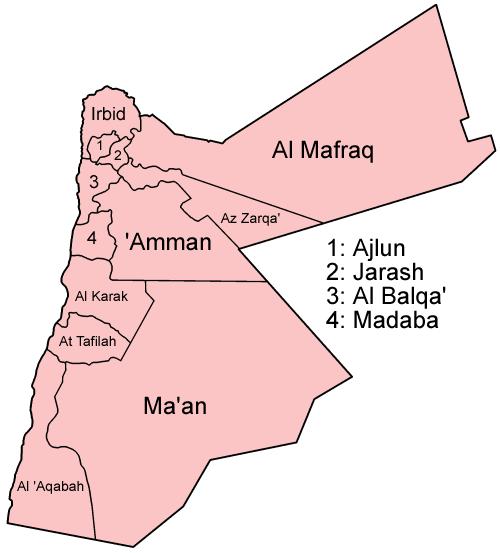
Carte des subdivisions de la Jordanie

La Jordanie est divisée en 12 subdivisions (gouvernorats, en arabe : muhafazat, au singulier muhafazah).

## Liste des gouvernorats de la Jordanie
- Ajlun
- Amman
- Aqaba
- Balqa
- Jerash
- Karak
- Ma'an
- Madaba
- Mafraq
- Tafilah
- Zarqa
- Irbid